# گرگ الیس
گرگ الیس (انگلیسی: Greg Ellis؛ زادهٔ ۲۱ مارس ۱۹۶۸) یک هنرپیشه اهل بریتانیا است. وی از سال ۱۹۸۸ میلادی تاکنون مشغول فعالیت بوده‌است.
از فیلم‌ها یا برنامه‌های تلویزیونی که وی در آن نقش داشته است می‌توان به دزدان دریایی کارائیب: نفرین مروارید سیاه، دزدان دریایی کارائیب: پایان جهان، دزدان دریایی کارائیب: سوار بر امواج ناشناخته، پیشتازان فضا، گارفیلد ۲، بئوولف، مادام سوشاتسکا، تام و جری در دیدار با شرلوک هولمز، خومبا، برای پایان دادن به تمام جنگ‌ها و نایت رایدر اشاره کرد.